# The Dam Builder
The Dam Builder è un cortometraggio muto del 1912 sceneggiato e diretto da Bannister Merwin e interpretato da Charles Ogle. Fu il secondo film per la giovane Edna Flugrath che proveniva dal vaudeville.

## Produzione
Il film fu prodotto dall'Edison Company.

## Distribuzione
Distribuito dalla General Film Company, il film - un cortometraggio in una bobina - uscì nelle sale cinematografiche statunitensi il 13 settembre 1912.